# شمشاد آمریکایی
شمشاد آمریکایی (نام علمی: Euonymus americanus) نام یک گونه از سرده گوشوارک است.

## نگارخانه

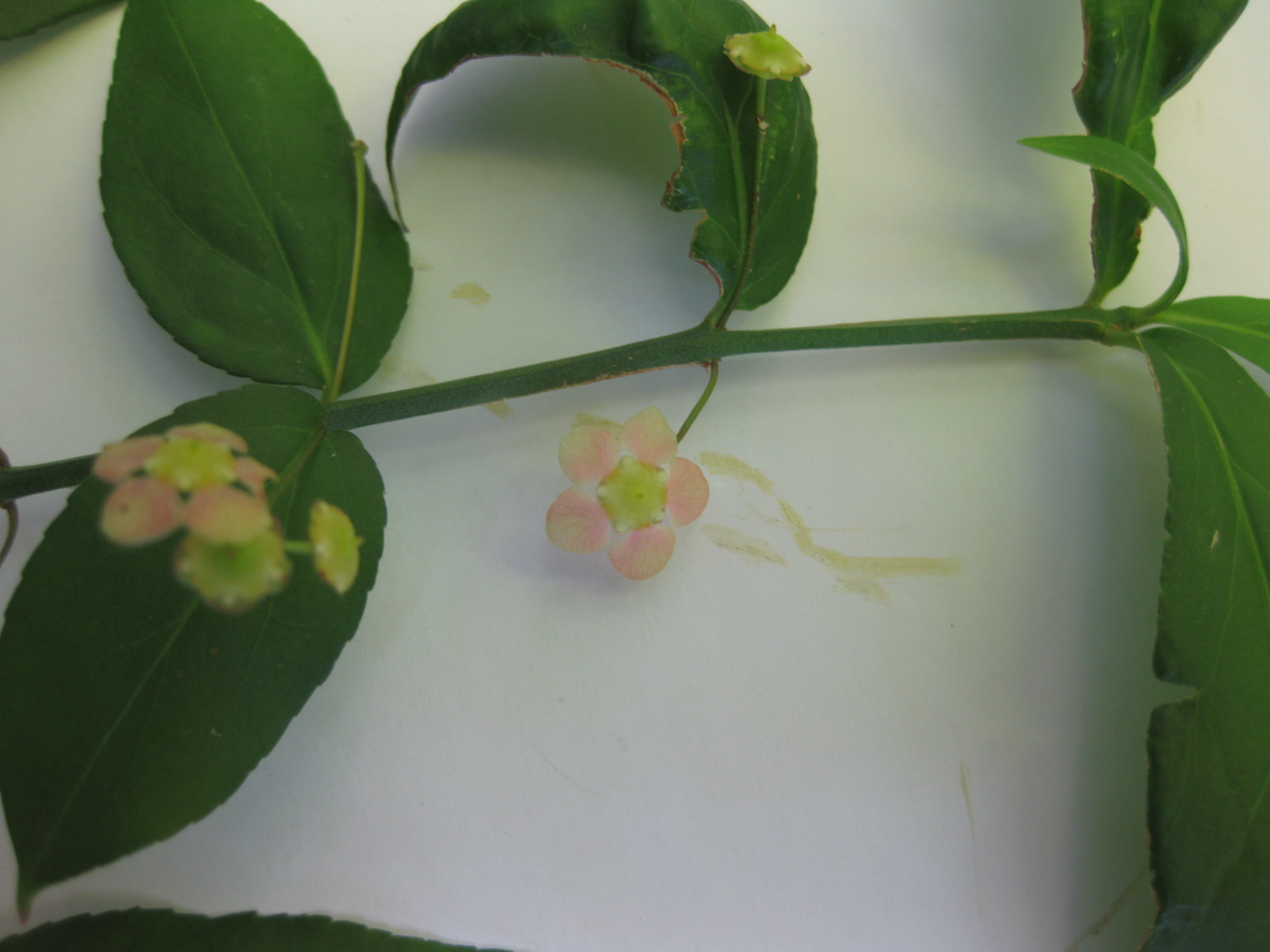